# 452 Hamiltonia
452 Hamiltonia eller A899 XB är en asteroid i huvudbältet, som upptäcktes 6 december 1899 av den amerikanske astronomen James Edward Keeler. Den har fått sitt namn efter berget Mount Hamilton, från vilket den upptäcktes.
Asteroiden har en diameter på ungefär 11 kilometer och tillhör asteroidgruppen Koronis.